# Sparkassen-Cup 2010
Sparkassen-Cup 2010 – halowy mityng lekkoatletyczny, który odbył się 6 lutego w niemieckim Stuttgarcie. Podczas zawodów ustanowiono 8 najlepszych rezultatów w halowym sezonie 2010.

## Rezultaty

### Mężczyźni
| Konkurencja               | 1. miejsce       | 1. miejsce     | 2. miejsce                          | 2. miejsce      | 3. miejsce         | 3. miejsce |
| ------------------------- | ---------------- | -------------- | ----------------------------------- | --------------- | ------------------ | ---------- |
| Bieg na 60 m              | Lerone Clarke    | 6.57 PB        | Churandy Martina                    | 6.58 NR, PB     | Egwero Ogho-Oghene | 6.62 PB    |
| Bieg na 800 m             | Abubaker Kaki    | 1:46.47 SB     | Jakub Holuša                        | 1:46.82         | Jackson Kivuna     | 1:47.03 PB |
| Bieg na 1500 m            | Deresse Mekonnen | 3:34.17 WL, PB | William Biwott                      | 3:36.93 PB      | Bouabdellah Tahri  | 3:37.31 SB |
| Bieg na 3000 m            | Eliud Kipchoge   | 7:32.99 WL, PB | Tariku Bekele                       | 7:33.81 SB      | Sammy Mutahi       | 7:37.01 PB |
| Bieg na 60 m przez płotki | Dayron Robles    | 7.48 WL, SB    | David Oliver                        | 7.49 SB         | Dwight Thomas      | 7.64 SB    |
| Skok o tyczce             | Alexander Straub | 5.75 SB        | Raphael Holzdeppe Wiktor Czestiakow | 5.70 PB 5.70 SB |                    |            |
| Skok w dal                | Li Jinzhe        | 7.92           | Salim Sdiri                         | 7.87            | Ignisious Gaisah   | 7.73       |

### Kobiety
| Konkurencja               | 1. miejsce                                                                              | 1. miejsce      | 2. miejsce                                                                   | 2. miejsce | 3. miejsce        | 3. miejsce     |
| ------------------------- | --------------------------------------------------------------------------------------- | --------------- | ---------------------------------------------------------------------------- | ---------- | ----------------- | -------------- |
| Bieg na 60 m              | LaVerne Jones-Ferrette                                                                  | 6.97 WL, NR, PB | Carmelita Jeter                                                              | 7.05 PB    | Myriam Soumaré    | 7.19 PB        |
| Bieg na 1500 m            | Gelete Burka                                                                            | 4:03.44 WL, SB  | Anna Alminowa                                                                | 4:03.88 SB | Irene Jelagat     | 4:07.45 NR, PB |
| Bieg na 3000 m            | Meseret Defar                                                                           | 8:24.46 WL, SB  | Sentayehu Ejigu                                                              | 8:25.27 PB | Sylvia Kibet      | 8:42.15        |
| Sztafeta 4 × 100 m        | Europa - drużyna mieszana Eline Berings Marika Popowicz Myriam Soumaré Iwona Brzezińska | 45.40           | Niemcy · Isabel Thielmann · Anne Möllinger · Anja Wurm · Ann-Kathrin Fischer | 45.65      |                   |                |
| Bieg na 60 m przez płotki | Priscilla Lopes-Schliep                                                                 | 7.82 WL, PB     | LoLo Jones                                                                   | 7.97       | Carolin Nytra     | 8.02           |
| Skok o tyczce             | Fabiana Murer                                                                           | 4.81 WL, =AR    | Anna Rogowska                                                                | 4.71 SB    | Silke Spiegelburg | 4.61 SB        |